# Сульфид диспрозия
Сульфид диспрозия — бинарное неорганическое соединение
диспрозия и серы
с формулой DyS,
кристаллы.

## Получение
- Нагревание стехиометрических количеств чистых веществ в инертной атмосфере:

{\displaystyle {\mathsf {Dy+S\ {\xrightarrow {2360^{o}C}}\ DyS}}}

## Физические свойства
Сульфид диспрозия образует кристаллы
кубической сингонии, пространственная группа F m3m, параметры ячейки a = 0,5591 нм, Z = 4,
структура типа хлорида натрия NaCl
.
Соединение конгруэнтно плавится при температуре 2360 °C (2370 °C).